# Шилтон, Питер
Пи́тер Ле́сли Ши́лтон (англ. Peter Leslie Shilton; 18 сентября 1949, Лестер) — английский футболист (вратарь), рекордсмен сборной Англии по количеству проведённых матчей (125). Офицер ордена Британской империи.
Питер Шилтон больше не является обладателем мирового рекорда по наибольшему количеству официальных матчей в карьере (1390 матчей), но остаётся рекордсменом по количеству матчей, проведённых в рамках чемпионатов Англии разных уровней (1005 матчей).

## Биография
Шилтону было 20 лет, когда он сыграл первый матч за сборную. А последнюю, 125-ю игру, он провёл в матче за третье место на чемпионате мира 1990 года в Италии, когда ему было почти 41. Это была его 17-я игра в финальных турнирах мировых первенств — рекорд для британских футболистов. По количеству матчей «на ноль» на чемпионатах мира Шилтон делит рекорд с Фабьеном Бартезом — по 10.
Он пропустил всего 80 мячей в играх за национальную команду, при этом только в двух играх — по три: в 1987 году в товарищеском матче против ФРГ и в 1988 году на чемпионате Европы против Нидерландов (оба раза это случилось в Дюссельдорфе на «Райнштадионе»). Он сыграл в финале Кубка Англии за «Лестер Сити», когда ему было только 19 лет (тот финал «Лестер» проиграл).

## Клубная карьера

### «Лестер Сити»
Шилтон был 13-летним учеником в школе для мальчиков имени Кинга Ричарда III, когда он начал тренироваться на уровне школьников в местном клубе «Лестер Сити» в 1963 году. В мае 1966 года 16-летний Шилтон дебютировал за «Лестер Сити» в матче против «Эвертона». Шилтон хорошо влился в жизнь команды и даже сумел забить гол на стадионе «Делл» в ворота «Саутгемптона» в октябре 1967 года прямо с противоположного конца поля. Вратарь «Саутгемптона» Кэмпбелл Форсайт недооценил длинный удар Шилтона, мяч, вместо того чтобы просто шлёпнуться в грязь, отскочил от поля и пролетел над головой Форсайта в ворота. «Лестер Сити» выиграл со счётом 5:1.
В следующем сезоне «Лестер Сити» выбыл из Первого дивизиона, но смог добраться до финала Кубка Англии на «Уэмбли», а 19-летний Шилтон стал одним из самых молодых вратарей за всю историю финальных поединков. Одного гола от игрока «Манчестер Сити» Нила Янга в начале матча было достаточно, чтобы одержать победу в том матче.

### «Сток Сити»
Шилтон перешёл в «Сток Сити» в ноябре 1974 года за 325 000 фунтов стерлингов, мировой рекорд для вратаря в то время. Он сыграл в 26 матчах за «Сток Сити» в сезоне 1974/75. Однако уже в следующем сезоне провёл в рамке ворот все 48 матчей клуба. В январе 1976 года сильный шторм нанёс значительный ущерб Виктории Граунд и для оплаты ремонтных работ «Стоку» пришлось продать своих лидеров. Летом 1976 года «Манчестер Юнайтед» сделал официальное предложение по Шилтону. «Сток» согласился на плату в размере 275 000 фунтов стерлингов за голкипера, но они не смогли договориться, так как требования Шилтона к зарплате были очень высокими. Он остался со «Стоком» в сезоне 1976/77, но молодая и неопытная команда не смогла сохранить место в первом дивизионе. Питер был продан в «Ноттингем Форест» в сентябре 1977 года.

### «Ноттингем Форест»
«Ноттингем Форест» сделал предложение в размере 250 000 фунтов стерлингов, и Шилтон подписал контракт на месяц в новом сезоне. «Форест», находясь под руководством Брайана Клафа, добился повышения в классе. Они выиграли Кубок Лиги в повторном матче после первоначального розыгрыша с «Ливерпулем» на Уэмбли, хотя Шилтон пропустил матч, поскольку он был отстранён от участия в кубке, а затем выиграл чемпионский титул в своём первом сезоне в первом дивизионе.

## Достижения

### Командные
Лестер Сити
- Чемпион Второго дивизиона: 1970/71
- Обладатель Суперкубка Англии: 1971

Ноттингем Форест
- Чемпион Англии: 1977/78
- Обладатель Кубка Футбольной лиги: 1978/79
- Обладатель Кубка европейских чемпионов: 1978/79, 1979/80
- Обладатель Суперкубка Европы: 1979

Сборная Англии
- Участник чемпионатов мира: 1982, 1986, 1990
- Участник чемпионатов Европы: 1980, 1988

### Личные
- Игрок года по версии футболистов ПФА: 1978
- Команда года по версии ПФА: 1974/75, 1977/78, 1978/79, 1979/80, 1980/81, 1981/82, 1982/83, 1983/84, 1984/85, 1985/86
- Награда ПФА за заслуги перед футболом: 1990
- Обладатель награды АФЖ за заслуги перед футболом: 1991
- Включен в «Зал славы английского футбола» (2002)